# Johannes Schraps

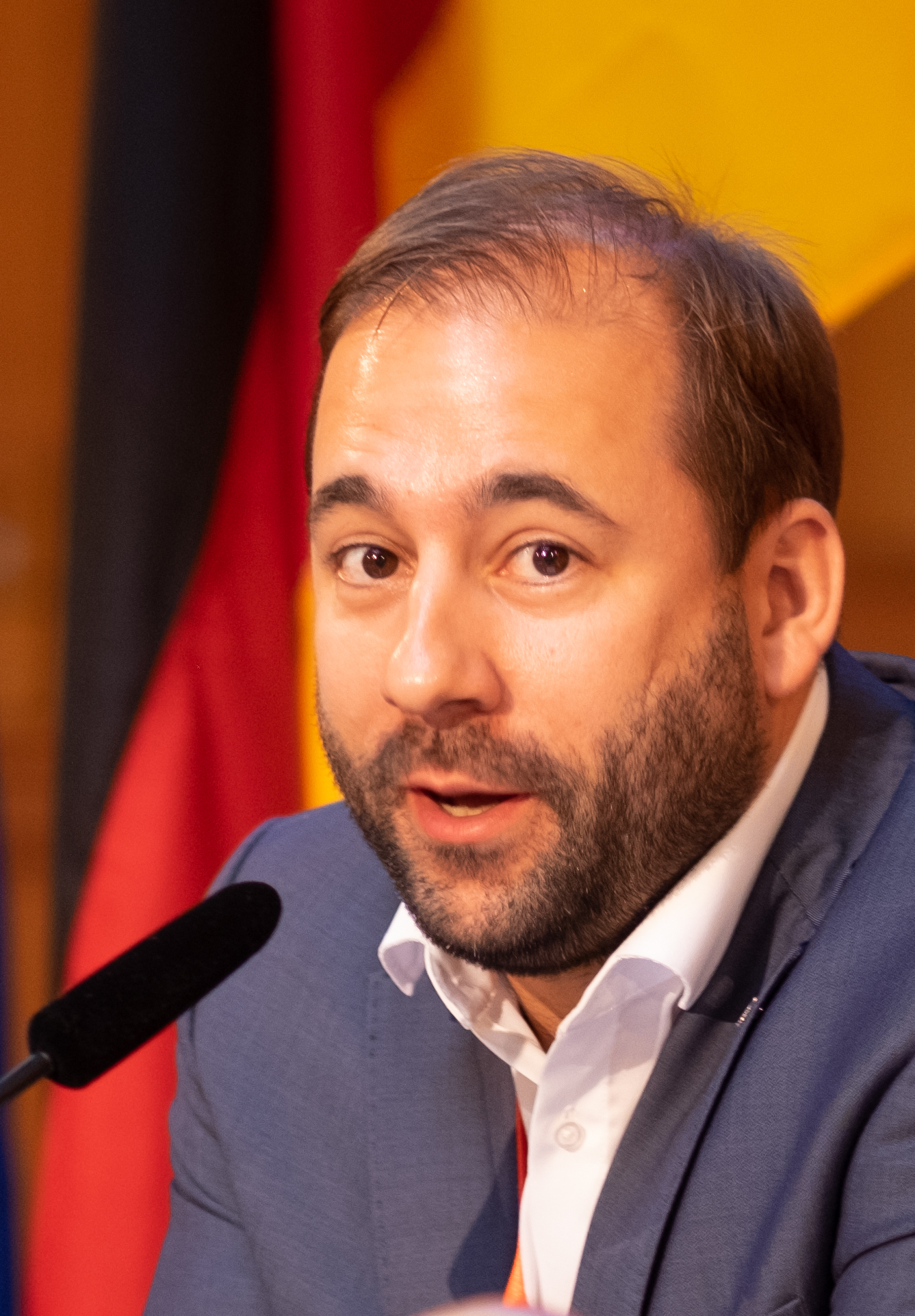
Johannes Schraps auf der Ostseeparlamentarierkonferenz (2022)

Johannes Schraps (* 17. August 1983 in Bad Pyrmont) ist ein deutscher Politikwissenschaftler und Politiker (SPD). Er ist seit 2017 Mitglied des Bundestages.

## Leben
Schraps trat im Jahr 1999 in die SPD ein. Er studierte an der Universität Bielefeld und der Universität Hamburg Politikwissenschaft. In den Jahren von 2009 bis 2010 absolvierte er ein Auslandsstudium an der Linné-Universitet Växjö in Schweden. Er ist evangelisch-lutherisch.
Von 2011 bis 2013 war er parlamentarischer Assistent im Europäischen Parlament in Brüssel und wechselte anschließend als wissenschaftlicher Mitarbeiter in das Büro des stellvertretenden Vorsitzenden des Europaausschusses MdB Achim Barchmann (SPD).

## Politik
Schraps gewann bei der Bundestagswahl 2017 und bei der Bundestagswahl 2021 das Direktmandat im Bundestagswahlkreis Hameln-Pyrmont – Holzminden.
Schraps setzt sich für ein starkes Europa ein, das er nicht auf „materielle Fragen, auf Wirtschaft und Wettbewerb reduziert“ sehen will. Der Wirtschafts- und Währungsunion solle eine gleichrangige „Sozialunion“ zur Seite gestellt und eine sogenannte „soziale Fortschrittsklausel“ solle eingeführt werden. Sie solle dafür sorgen, dass alle Maßnahmen der EU auf ihre sozialen Auswirkungen überprüft werden. Mit dem Hintergrund seines Wahlkreises an der Grenze zu NRW setzt er sich für den Föderalismus als Form von regionaler Zusammenarbeit zwischen Ländern und Nachbarregionen ein.
Durch seinen Wahlkreis im Weserbergland verlaufe kein einziger Meter Autobahn, schreibt er und will sich für eine gute Verkehrsanbindung im Straßen- und im Schienenbereich sowie Ausbau der digitalen Infrastruktur mit Breitbandversorgung einsetzen. Den Naturpark Weserbergland und die Solling-Vogler-Region sieht er als hohes Gut für den Tourismus und die Erholung; er will den Weserradweg und das Weserbergland als Wanderregion weiter ausbauen.
Im 19. Deutschen Bundestag war Schraps ordentliches Mitglied im Ausschuss für die Angelegenheiten der Europäischen Union, sowie im Finanzausschuss. Zudem gehört er als stellvertretendes Mitglied dem Auswärtigen Ausschuss und dem Kuratorium der Bundeszentrale für politische Bildung an. Schraps ist Mitglied der überparteilichen Europa-Union Deutschland, die sich für ein föderales Europa und den europäischen Einigungsprozess einsetzt.
Er ist Leiter der Delegation des Bundestages zur Ostseeparlamentarierkonferenz und war vom Sommer 2022 bis zum Sommer 2023 der Präsident der Konferenz.
Johannes Schraps ist seit April 2022 Vorsitzender des Deutsch-Moldauischen Forums mit Sitz in Berlin.